# Frank Bradke
 Frank Bradke  (* 16. Oktober 1969 in Berlin) ist ein deutscher Neurobiologe. Er befasst sich mit der Regeneration von Nervenzellen des zentralen Nervensystems (intrazelluläre Mechanismen der neuronalen Polarisierung und der axonalen Regeneration).

## Werdegang
Frank Bradke studierte Biochemie, Anatomie und Entwicklungsbiologie an der Freien Universität Berlin und dem University College London. Während seiner Dissertation an der Ruprecht-Karls-Universität Heidelberg, forschte er am Europäischen Laboratorium für Molekularbiologie (EMBL) in Heidelberg. Danach arbeitete er als Postdoc an der University of California in San Francisco und der Stanford University. Von 2003 bis 2011 leitete er eine Arbeitsgruppe am Max-Planck-Institut für Neurobiologie in Martinsried und habilitierte sich 2009 an der Ludwig-Maximilians-Universität München. Seit 2011 ist er Professor an der Universität Bonn und Arbeitsgruppenleiter am Deutschen Zentrum für Neurodegenerative Erkrankungen (DZNE). Er ist seit 2013 Mitglied der European Molecular Biology Organization (EMBO) und seit 2014 der Leopoldina. 2018 wurde er zum Mitglied der Academia Europaea gewählt, 2025 sowohl zum Mitglied der Nordrhein-Westfälischen Akademie der Wissenschaften und der Künste als auch zum Mitglied der Berlin-Brandenburgischen Akademie der Wissenschaften.

## Auszeichnungen
- 2007 Wahl zu einem der 100 Köpfe von morgen in der Kampagne der deutschen Regierung und Wirtschaft
- 2011 Schellenberg-Preis
- 2016 Gottfried-Wilhelm-Leibniz-Preis
- 2018 Prix Roger de Spoelberch
- 2024 Akademiepreis der Berlin-Brandenburgischen Akademie der Wissenschaften